# Александър Христов (юрист)
Вижте пояснителната страница за други личности с името Александър Христов.
Александър Христов (на македонска литературна норма: Александар Христов) е историк и юрист от Република Македония, академик на Македонската академия на науките и изкуствата (МАНИ).

## Биография
Каневче е роден на 24 юли 1914 година в Неготино. Христов завършва Юридическия факултет на Белградския университет в 1939 година и на пак там защитава докторат в 1954 година на тема „Борбата на македонския народ за създаване на своя държава“ (Борбата на македонскиот народ за создавање на своја држава). Христов е един от основателите на Юридическия факултет на Скопския университет и основоположник на предмета „конституционно право“. В 1979 година е избран за дописен, а след това и за редовен член на МАНИ. Работи като помощник на прокурора на Социалистическа република Македония, помощник на прокурора на Югославия, депутат в Събранието на СФРЮ, директор на Института за национална история в Скопие, директор на Института за социологически и политико-правни излседвания в Скопие и декан на Юридическия факултет в Скопие (1969/70-1970/71).